# Les Postelleries

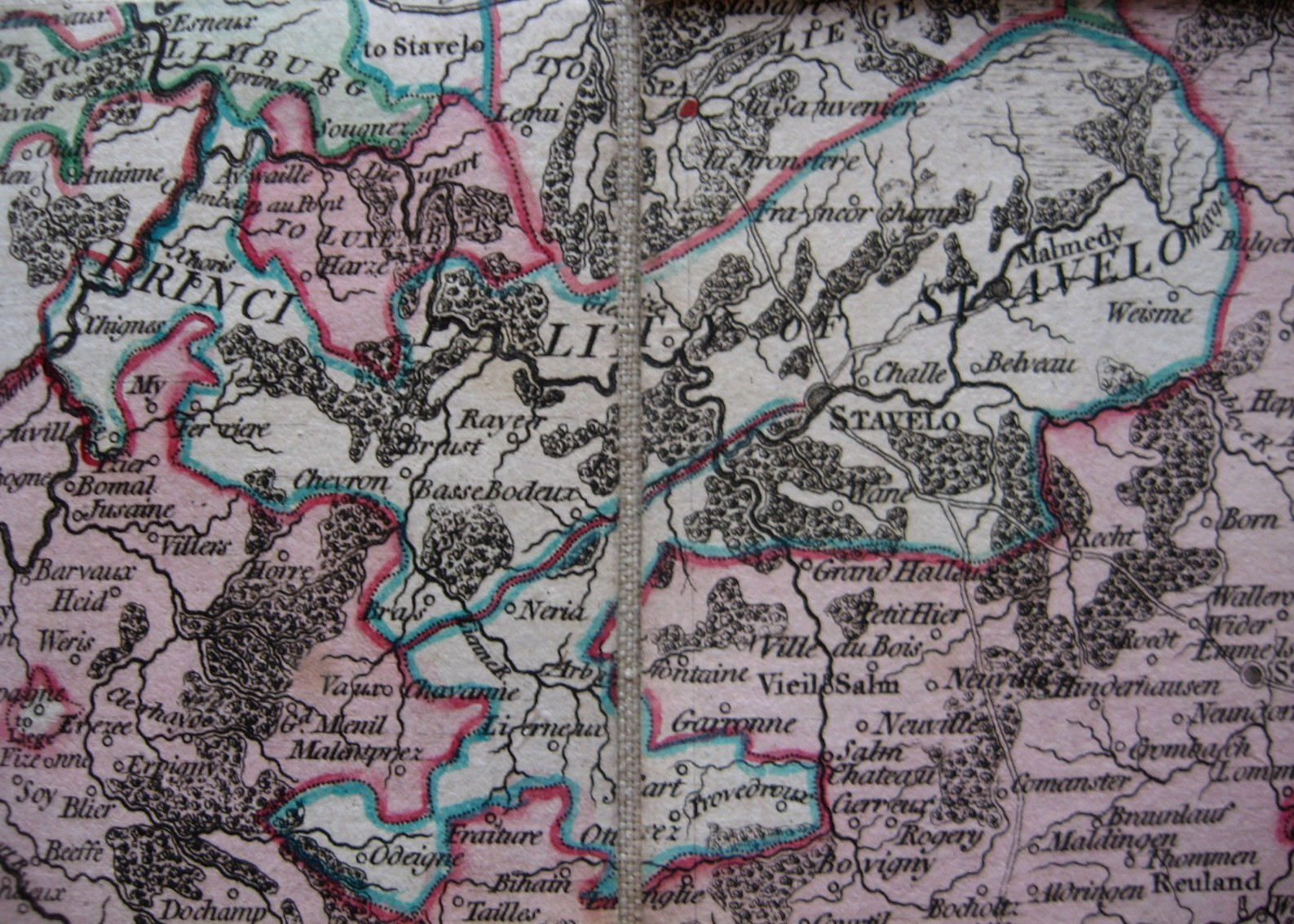
Carte historique : Postellerie de Stavelot et de Malmedy englobées dans la principauté de Stavelot-Malmedy. (On peut également y voir les différentes mayeuries de chacune)

Les Postelleries sont deux des trois circonscriptions dans la Principauté de Stavelot-Malmédy, avec le Comté de Logne, à partir du XIIe siècle jusqu’en 1795.  Il s'agit de la postellerie de Stavelot et de la postellerie de Malmedy.
Ces circonscriptions ont un rôle fiscal et judiciaire. Elles doivent prélever la taille (impôts de l’État) dont le montant est fixé et divisé entre elles par l’assemblée générale. À la suite de quoi, celles-ci divisent à nouveau ce montant entre leurs différentes mayeuries, se trouvant au sein de leur territoire respectif, afin d’accomplir le processus de payement. 

## Étymologie
Le mot postellerie doit être renvoyé au terme podestat, nom appartenant au commandant de la force armée de la principauté de Stavelot-Malmedy. Le terme postellerie a conservé sa forme wallonne dans le toponyme : pré l’pwesta pour la communauté de Francorchamps. En 1423, le mot apparait sous l’écriture poestelrye. 
À l’origine, il est possible qu’il y ait eu deux podestats pour Stavelot et Malmedy, raison qui expliquerait l’existence de deux postelleries jusqu’à la chute du régime abbatial dans la principauté de Stavelot-Malmedy. Ces postelleries font partie, avec le comté de Logne, de la principauté de Stavelot-Malmedy.

## Localisation
Les postelleries se localisent dans la principauté de Stavelot-Malmedy qui est, elle-même, juxtaposée à la principauté de Liège. Autrement dit, elles se trouveraient, actuellement, en Belgique dans la partie sud de la province de Liège. 
La principauté de Stavelot-Malmédy est d’une part divisée en bans ou en mayeuries au niveau civil et d'autre part divisée en paroisses au niveau ecclésiastique. Chaque mayeurie est constituée d’un podestat choisi par le seigneur pour représenter sa mayeurie à l’assemblée annuelle. 
Pour la principauté de Stavelot-Malmedy, ses mayeuries sont regroupées  en trois circonscriptions fiscales dont deux portent le nom de postellerie : 
- La postellerie de Malmedy réunissant les bans de Malmedy, Waimes et Francorchamps.
- La postellerie de Stavelot rassemblant les mayeuries de Bodeux, Bra, Chauveheid, Chevron, Fosse, Hébronval , Roanne, Lierneux, Odeigne, Ottré, Rahier, Stavelot, Stoumont et Wanne.
- Le comté de Logne joignant les mayeuries d’Atrin, Comblain-au-Pont, Ernonheid et Pouhon, Fairon, Ferrières, Filot, Fraipont, Hamoir, Hody, Lorcé, Louveigné, Ocquier, Poulseur, Xhoris et Vien et Anthisnes (tous deux depuis 1768)[4].

## Contexte
Les premières traces des postelleries apparaissent au cours du XIIe siècle dans la Principauté de Stavelot-Malmédy. Cette dernière date du milieu du VIIe siècle et est une entité autonome du Saint-Empire romain germanique. 
Dans cette principauté, les postelleries en tant que circonscription fiscale et judiciaire prennent fin en 1795, avec l’annexion de cette dernière, par la France dans le département de l’Ourthe. Cette annexion achève une période d’instabilité politique dans la principauté, causée par la création en 1789, d’une assemblée nationale représentative d’idées révolutionnaires. Les postelleries devront aussi fournir un certain nombre de membres à cette assemblée. 
En 1815, le Congrès de Vienne réorganise l'ancien territoire de la Principauté de Stavelot-Malmédy. Ainsi, la postellerie de Malmedy est donnée à la Prusse tandis que celle de Stavelot est donnée aux Pays-Bas. Cette annexion de Malmedy à la Prusse explique la raison pour laquelle la Belgique ne récupère cette région qu’en 1919 avec le traité de Versailles et pourquoi une partie de ses habitants est, à l’heure actuelle, toujours germanophone.

## Le rôle des postelleries
Comme expliqué ci-dessus, les postelleries ont donc pour but de repartir la taille qu’il leur a été imposée par l’assemblée générale dans les différentes mayeuries qu’elles englobent. Chaque mayeurie de celles-ci envoie donc deux députés pour la répartition du quartier et pour la reddition des comptes. Les mayeuries se voient imposer un impôt selon une proportion fixe. Le prélèvement de l’impôt s’opère par tiers, c’est-à-dire soit en nature, soit en espèce selon l’envie du prince. Les paysans et les bourgeois des mayeuries doivent payer leurs redevances en quatre fois. Cet impôt sert à couvrir les besoins essentiels de la principauté et à contribuer, par exemple, aux intérêts de la dette publique, aux frais des relations avec les pays voisins, à l’entretien du château, etc. 
Ainsi, la valeur de l’impôt demandé par lesdites postelleries à ses mayeuries peut fluctuer. Par exemple, au cours des années 1598-1636, on peut remarquer une stagnation fiscale à un niveau relativement bas. 
Les raisons sont les suivantes :
- Aucune donative n’a été donnée au prince.
- Le passage des troupes étrangères, vivant sur ledit territoire, est plus rare que d’habitude.
- L’essentiel du budget se compose des gages payés aux fonctionnaires de la postellerie.

A contrario, l’impôt peut se révéler plus important comme dans l’année 1637/1638. Cette hausse de la taille s’explique ici par l’entretien des troupes étrangères sur le pays de Stavelot. L’historien Beusen établit ainsi, en ce qui concerne la postellerie de Stavelot, une moyenne générale de 21.214 florins par an.  
De manière générale, le budget contient : 
- Le donatif au prince (pour avoir une idée, en 1683 il est de 24 000 florins).
- La contribution des mois romains (somme d’argent à livrer à l’empereur pour son voyage vers Rome. Chaque principauté doit céder son contingent militaire ou l’équivalent en argent).
- Le cercle de Westphalie (les postelleries doivent fournir un contingent militaire qui varie en fonction des années).
- Divers redevances et impôts.

Néanmoins, si le contribuable de la postellerie, c’est-à-dire celui qui paye son impôt, donne une somme trop élevée par rapport à l’impôt imposé, la plus-value de cette somme est décomptée lors du prochain impôt.

## Administration des postelleries
L’assemblée des gentils hommes et officiers, également appelée plaids généraux, est l’assemblée générale qui dicte l’impôt aux principautés. Dans cette assemblée, le comté de Logne et les deux postelleries de Stavelot et Malmedy sont suivis par un greffier qui leur est propre et qui prend des décisions seul. Si la décision sur l’affaire en cours n’est pas uniforme, c’est le prince qui tranche. Celui-ci, pour chaque assemblée, demande que les postelleries et le comté de Logne lui fassent un rapport. En ce qui concerne l’administration régionale des postelleries, le podestat choisi, par le prince, préside la cour féodale de Stavelot.